# Club de Fútbol Hércules Hospitalet
El CF Hércules Hospitalet fue un antiguo club de futbol situado en Hospitalet del Llobregat, Barcelona,  fundado en 31 de julio de 1953, fue disuelto en 1957 fusionándose con la Unión Deportiva Hospitalet y el Centro de Deportes de Santa Eulalia para crear el Centro de Deportes Hospitalet.

## Historia
El 31 de julio de 1953 se fusiona el C.F. Torrasense (1917) con la S.D. Tecla Sala e Hijos C.F. (1944) y el U. Recreativo Coll-Blanch (1952) y crean el CF Hércules Hospitalet. Amadeo Candela fue el primer presidente. Disputará tres veces la tercera división.
A las 11:00 horas de la mañana del 7 de julio de 1957 congregados los socios del Hércules Hospitalet, Unión Deportiva Hospitalet y Centro de Deportes de Santa Eulalia, se acuerdan la fusión de los 3 equipos para crear el Centro de Deportes Hospitalet.